# Guillaume d’Alméras
Guillaume d'Alméras, Marquis de Mirevaux (* um 1617 in Montpellier, Frankreich; † 22. April 1676 nahe Augusta auf Sizilien) war ein französischer Seeoffizier und Aristokrat des 17. Jahrhunderts. Er erreichte den Dienstgrad eines Lieutenant-général (Vizeadmiral) und wurde während der Seeschlacht bei Augusta getötet.

## Biographie

### Herkunft und Familie
Guillaume d'Alméras war einer der Söhne von Jacques d'Alméras (1582–1658), eines in Bagnols-sur-Cèze geborenen Staatsbediensteten und (Salz-)Steuereintreibers im Languedoc. Der Vater wurde durch königliche Briefe vom 2. Januar 1622 mit einem der drei neuen Ämter eines Conseiller aux aides créées berufen, die durch das Edikt vom November 1621 in Montpellier geschaffen wurden. Seine Mutter war Lucrèce du Pont de Gout, eine Schwester von Antoine du Pont de Gout, dem damaligen Ersten Konsul von Montpellier. Aus dieser Verbindung gingen insgesamt vier Söhne hervor, wobei der Geburtstag Guillaume d'Alméras nicht im Kirchenbuch vermerkt wurde. Vermutlich wurde er zwischen seinen Brüdern (also 1617) oder nach Letzterem (Ende 1619 oder Anfang 1620) in Montpellier geboren. Es ist aber auch möglich, dass seine Mutter während dieser unruhigen Zeit, die mit der Belagerung von Montpellier 1622 zusammenfiel, mit ihren Kindern die Stadt verließ, um ihr Kind in einem Nachbardorf zur Welt zu bringen, während ihr Mann für einige Zeit inhaftiert war.
Als gesichert kann gelten, dass Guillaume d'Alméras am Collège in Montpellier seine Schulausbildung erhielt.

### Karriere in der Marine des Ancien Régime

#### Anfänge während des Französisch-Spanischen Krieges

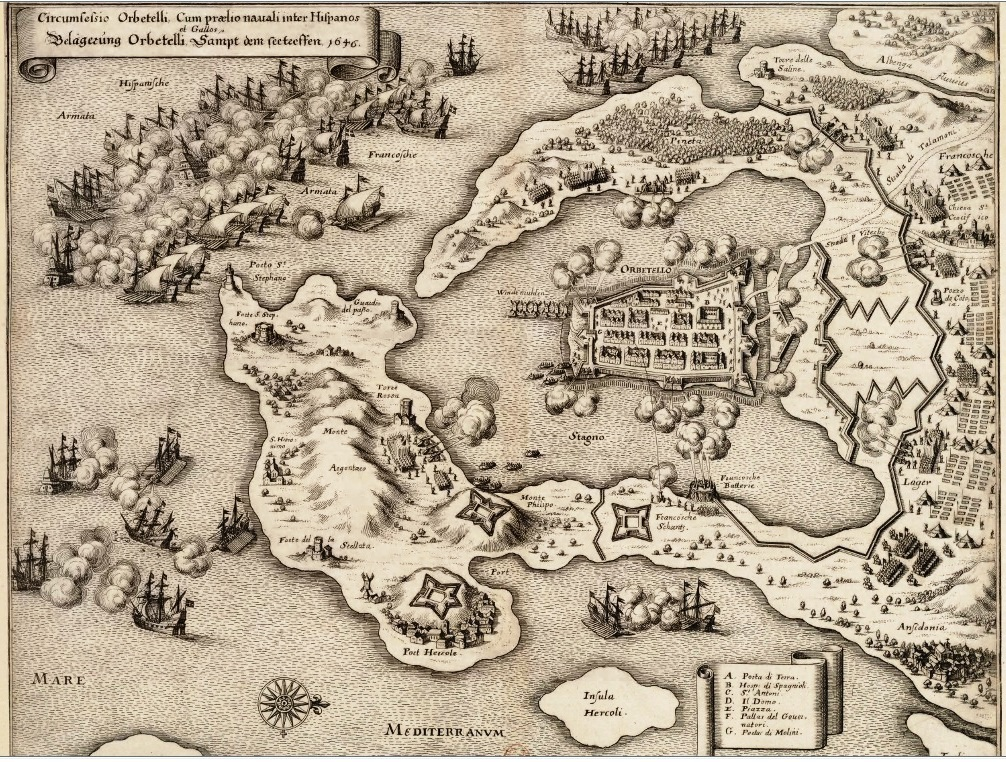
Die Seeschlacht von Orbetello (Toskana) im Jahr 1646.

Nach eigenen Angaben trat er 1637 in den Dienst der französische Marine und nahm am Feldzug um die Îles de Lérins während des Französisch-Spanischen Krieges teil, bei dem die Spanier von dort vertrieben wurden. 1640 war er Capitaine dans la Marine.
1645 war Alméras zum capitaine de vaisseau (Kapitän zur See) befördert worden und kommandierte während des Feldzugs gegen den Stato dei Presidi in der Toskana 1646 die La Madeleine, ein 16 Kanonen-Schiff mit 125 Mann Besatzung. Mit diesem Schiff nahm er an der Schlacht bei Orbetello am 14. Juni 1646 teil.
1647 war er auf Befehl von Claude de Launay-Razilly zu der Expedition zur Küste Neapels beordert. Anschließend kommandierte er Le Cygne mit 22 Kanonen und 250 Mann. Am 21. und 22. Dezember 1647 nahm er mit diesem Schiff Kampfhandlungen gegen spanische Schiffe im Golf von Neapel teil. Das französische Geschwader wurde von Armand Jean de Vignerot du Plessis angeführt. Le Cygne sank während dieser Unternehmung in einem Sturm am 5. Januar 1648, Alméras überlebte den Untergang.

#### Während der Fronde
1650 kaperte Alméras als Kommandant der Le Dragon (16 Kanonen) ein spanisches Schiff, das mit Munition beladen war und neben wichtigen Depeschen auch den Schatzmeister und den Contrôleur Général der feindlichen Armee an Bord hatte. Vermutlich wegen dieses Einsatzes wurde er durch ein Patent von César de Vendôme, zum Chef d’escadre (Konteradmiral) ernannt.
Während der Aufstände der sog. Fronde verließ Alméras zunächst die Marine, rüstete mit seinem eigenen Geld ein Kavallerieregiment mit sechs Kompanien aus und befehligte es in dieser Zeit.

#### Missionen im Mittelmeer und im Atlantik (1660–1672)

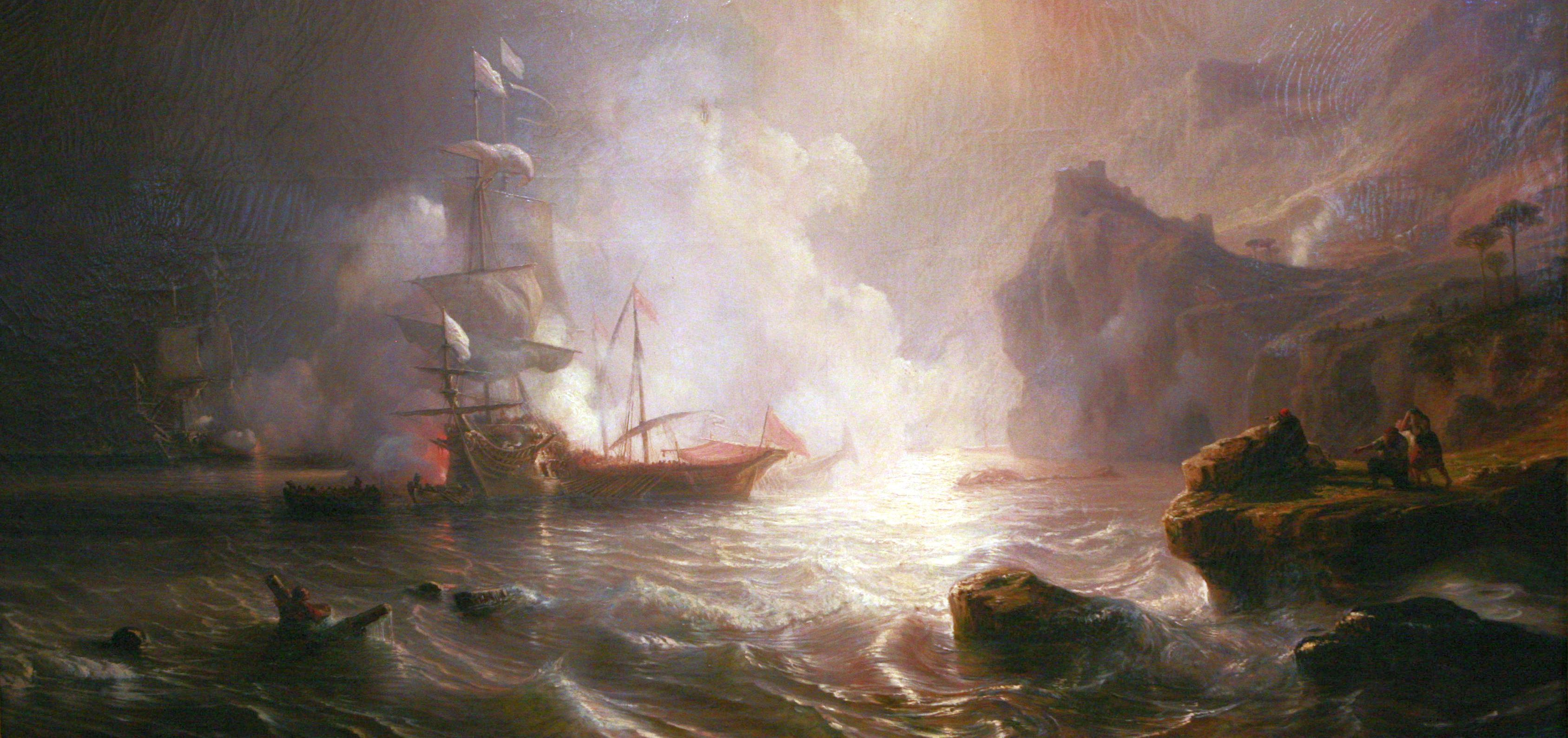
Kampf zwischen einem französischen Schiff und zwei Barbaresken-Galeeren (Ölgemälde von Jean Antoine Théodore Gudin).

1660 kehrte er in seinem alten Rang eines Chef d’Escadre zur Marine zurück. In diesem Jahr schlug er gemeinsam mit Abraham Duquesne vor, durch Blockaden der Häfen von Algier, Tunis und Tripolis den Kampf gegen die Barbaresken-Korsaren im Mittelmeer zu organisieren. Letztlich wurde allerdings Jean-Paul de Saumeur diese Mission als Befehlshaber anvertraut. Ein Geschwader aus 15 Schiffen, zu dem auch das von Alméras gehörte, traf Mitte Juli in Tripolis ein, passierte dann La Goulette vor Tunis am 7. August und blieb vom 31. August bis 6. September eine Woche vor Algier, bevor es wegen Versorgungsmangels nach Toulon zurückkehrte.
In einem anonymen Brief an Jean-Baptiste Colbert aus dem Jahr 1661 wurde Alméras auf einer Liste von Marineoffizieren genannt, die dem Finanzminister Fouquet, dem erklärten Gegner Colberts, verpflichtet waren. Als dieser am 5. September desselben Jahres verhaftet wurde, blieb Alméras allerdings unbehelligt.
1662 befehligte Alméras unter dem Befehl des Herzogs von Beaufort kurzzeitig Le Grand Chalin, wurde Mitte Juni nach Versailles entsandt und kehrte am 6. August nach Toulon zurück. Hiernach bereitete er aktiv, teilweise auf eigene Kosten, die Bewaffnung eines Geschwaders aus drei Schiffen vor, deren Kommando er übernehmen sollte, um Handelsschiffe zwischen Atlantik und Mittelmeer zu eskortieren. Er verließ Toulon am 20. Januar 1663 an Bord der Triomphe (40 Kanonen, 300 Mann), begleitet von der Beaufort und der Infante. Während der folgenden Einsatzfahrt passierte er die Straße von Gibraltar, erreichte am 6. Juni Belle-Île und Ende August La Rochelle, führte einen weiteren Konvoi nach Lissabon und reiste nach Cádiz, um acht Handelsschiffe nach Frankreich zurückzubringen, die er bis zum Kap Finisterre eskortierte. Auf See traf er Admiral Tromp. Die beiden Geschwader grüßten sich aus der Ferne mit ihren Flaggen und Salutschüssen. In zwei Briefen vom 26. Oktober und 10. November 1663 beschwerte sich Alméras bei Colbert über den Mangel an Mitteln, die ihm zur Verfügung gestellt wurden:
„Herr d'Alméras wies Herrn Colbert darauf hin, dass er mit drei Kriegsschiffen das tun müsse, was die Engländer mit sechzehn Schiffen, die Holländer mit achtzehn und die Genuesen mit zehn und sechs Galeeren taten […]“ und dass diese Nationen sich nicht im Krieg mit den Türken befanden.
Im Januar 1664 transportierten Alméras und La Roche-Saint-André von Charles Colbert du Terron, dem Generalkommissar der Marine, rekrutierte Truppen nach Lissabon. 1665 kommandierte er Le Diamant, ein Linienschiff mit 60 Kanonen und einer Besatzung von 450 Mann innerhalb der Flotte du Ponant.
Im Mai 1665 wurde Alméras in La Rochelle verhaftet. Kriegsminister Louvois beschuldigte ihn „aufgrund böswilligen Hörensagens“, eine von ihm aufgebrachte Prise nach Lissabon statt nach Frankreich gebracht zu haben und wurde dafür mehrere Tage eingesperrt.
In einem Brief aus La Rochelle vom 1. Juni 1666 bat er darum, an die Spitze eines kleinen Geschwaders gestellt zu werden, um im Ärmelkanal Krieg zu führen und auf die Ankunft des Herzogs von Beaufort zu warten. Sein Antrag wurde jedoch abgelehnt.

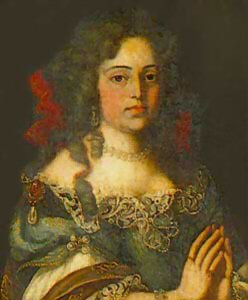
Maria Francisca Elisabeth von Savoyen begleitet von Duquesne und d'Alméras nach Portugal.

Im Herbst 1666 übernahm er das Kommando über das 60-Kanonen-Linienschiff Le Charmant, das nach Duquesnes Le Vendôme das zweitgrößte Schiff der Flotte war. Er behielt es fünf Jahre lang und war Teil der Eskorte, die im Juli 1666 die Herzogin von Nemours, die durch eine Ferntrauung mit dem portugiesischen König Alfons IV. verheiratet worden war, nach Lissabon brachte.
Zwischen Oktober 1666 und Januar 1668 nahm er an verschiedenen Überwachungsmissionen im Ärmelkanal teil und brachte im Herbst 1667 ein großes Geschwader vom Atlantik ins Mittelmeer, wofür er am 13. November 1667 von Belle-Île aus in See ging und am 10. Januar 1668 Toulon erreichte. An der Spitze von drei Schiffen verließ Alméras dann Ende 1668 Toulon, um nach Konstantinopel zu reisen und sich dem französischen Botschafter M. de La Haye zur Verfügung zu stellen. Er selbst kommandierte das Linienschiff Le Monarque. Doch durch einen heftigen Sturm vor der Küste Kythiras verloren zwei seiner Schiffe ihre Masten, was ihn zwang, zunächst umzukehren und zur Reparatur nach Malta zu fahren.

#### Belagerung von Candia

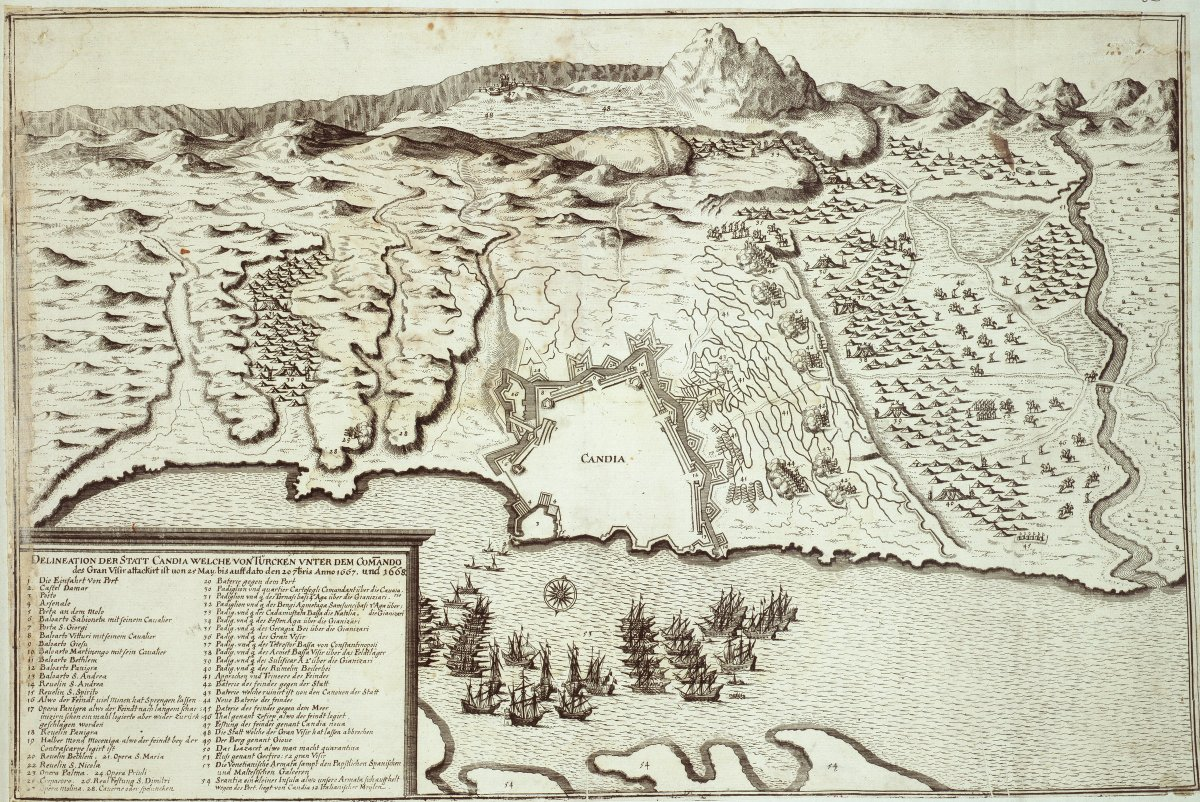
Karte von Candia, belagert von den Osmanen zwischen 1648 und 1669.

Am 15. Juni 1669 erhielt er ein Schreiben vom französischen König:
„Seine Heiligkeit hat meinem Cousin, dem Herzog von Beaufort, das Kommando über die Schiffe und Galeeren übertragen, die in meinem Königreich zur Befreiung von Candia in See stechen.“
Am 16. Juni 1669 ankerte er in Kythera, um einen französischen Gesandten aufzunehmen. Am 22. Juni beteiligte er sich mit seinem Aide-de-camp Thomas-Claude Renart de Fuchsamberg an einem erfolglosen Versuch, das von den Osmanen belagerte Candia auf Kreta zu entsetzen. Während der Operation der Anführer der französischen Expedition, der Herzog von Beaufort, als vermisst gemeldet.
Anstatt mit dem Rest der Flotte nach Frankreich zurückzukehren, fuhr Alméras dann nach Konstantinopel, wo er, nachdem er „jede Art von Höflichkeit, Erfrischungen und gute Behandlung mit absolut ehrlichen Pässen erhalten“ hatte, als Passagier an Bord von Herrn Aga ging, dem außerordentlichen Gesandten, den Mehmed IV. zu Ludwig XIV. schickte. Der türkische Botschafter traf am 4. August mit einem Gefolge von 20 Personen in Toulon ein.
Im Marinearchiv aus dem Jahr 1669 findet sich folgender Kommentar zu ihm:
„Er diente dem König fünfundzwanzig Jahre lang ohne Unterbrechung. Er war so eifrig im Dienste Seiner Majestät, dass er, als es aufgrund der Unruhen des Bürgerkriegs [der Fronde] an Beschäftigung auf See mangelte, seinen gesamten Reichtum für den Dienst in der Kavallerie einsetzte.“
1669 wurde Colbert zum Marineminister ernannt und führte umfassende Reformen zur Modernisierung der Marine Ludwigs XIV ein. Hierbei bezog er auch führende Persönlichkeiten ein, indem er sie um Rat zu verschiedenen Themen bat. Am 15. September 1669 sandte der Minister daher einen Brief an den Marquis d'Infreville, in dem er ihn bat, „die Herren von Alméras und Saint-Tropez sowie andere Kapitäne und Offiziere zusammenzubringen, um ihre Meinung zur Frage der Kommandozeichen und der Farbe der Flaggen der Admirale, Vizeadmirale und Konteradmirale einzuholen und die Beflaggung zu regeln, die von Handelsschiffen getragen werden“.
Anfang Januar 1670 blockierte ein vom Marquis de Martel kommandiertes Geschwader, dem Alméras angehörte, Tunis und Port-Farine, um die Freilassung der christlichen Gefangenen zu fordern. Anstatt nachzugeben, zog Dey Hedj Chaban es allerdings vor, die Stadt in Brand zu setzen.
1671 und Anfang 1672 kommandierte Alméras erneut größere Geschwader entlang der Barbareskenküste, allerdings ohne große Erfolge zu erzielen.
Als am 7. April der Niederländisch-Französische Krieg ausbrach, wurde Alméras mit fünf Schiffen und einem Brander abkommandiert und kehrte nach Toulon zurück, dass er am 30. Oktober erreichte.

#### Holländischer Krieg (1672–1678)
1673 brach Alméras zu einem Einsatz unter dem Oberbefehl des Marquis de Martel auf, um neun niederländische Schiffe anzugreifen, die in Cadiz Zuflucht gesucht hatten. An der Spitze eines sechs Schiffe starken Geschwaders, wobei er selbst das Kommando über die 70 Kanonen starke Le Saint-Esprit übernahm, die später Duquesnes bevorzugtes Schiff werden sollte, verließ Alméras Toulon, wurde jedoch durch Gegenwinde erheblich aufgehalten. Als er am 3. Mai vor Cadiz eintraf, stellte er fest, dass Martel nicht auf ihn gewartet hatte und dass die niederländischen Schiffe verschwunden waren. Verstärkt durch drei weitere Schiffe, kreuzte er vergeblich entlang der spanischen Küste und reiste im September nach Tunis, um den Pascha zur Einhaltung der Verträge zu zwingen. Er kam jedoch mitten in einem Bürgerkrieg zwischen dem Bey von Konstantin und dem Dey von Algier an und musste umkehren, ohne seine Mission erfüllt zu haben, den französischen Konsul an Bord zu repatriieren.
Trotz dieser wiederholten Misserfolge ernannte Ludwig XIV. Guillaume d'Alméras am 12. Dezember 1673 zum Lieutenant-général des armées navales (Vizeadmiral) und schuf damit für ihn neben Damien de Martel (seit 1656) und Abraham Duquesne (seit 1669) einen dritten Dienstposten in diesem Rang.
Eigentlich für weitere Einsätze vorgesehen, nahm Alméras nun zunächst Urlaub und nutzte diesen, um sich die Herrschaft Mireval sowie die Herrschaft Saint-Georges-de-Juvignac zu sichern.
1674 war durch den Aufstand von Messina gegen die Spanier und eine erste Intervention unter der Führung von Jean-Baptiste de Valbelle am 27. September gekennzeichnet. Am 29. Oktober wurde Louis Victor de Rochechouart de Mortemart, genannt Vivonne, zum Kommandeur von zwölf Schiffen mit Ziel Sizilien ernannt. Der König überließ ihm als Stellvertreter die Wahl zwischen Duquesne und Alméras und Duquesne wurde ausgewählt.
Alméras führte stattdessen eine Verstärkung von drei Schiffen, vierundzwanzig Galeeren und einem Versorgungskonvoi nach Messina und brach dafür aber erst am 13. Juni auf – eine Provokation gegenüber Vivonne, weil dieser Alméras' Rivalen vorgezogen hatte. Letztlich umfasste sein Geschwader nur sechs Linienschiffe und drei Brander. Er traf am 4. Juli vor Sizilien ein und nahm an der Spitze des Infanteriebataillons der Schiffe am Landangriff auf den Turm von Avalon teil. Im September 1675 schickte Vivonne die Flotte mit Ausnahme von zehn kleineren Schiffe mit der Lys als Flaggschiff, nach Frankreich zurück. Mit dieser reduzierten Streitmacht versuchte Alméras am 22. Oktober vergeblich, ein spanisches Geschwader von dreizehn Schiffen zum Kampf zu provozieren, das er entlang der Nordküste Siziliens bis nach Milazzo verfolgte. Zwischen dem 8. und 10. November eskortierte er mit seinen Einheiten einen französischen Konvoi mit Kavallerie und Infanterie von Agosta nach Messina.

#### Schlacht bei Stromboli (8. Januar 1676)
Ende 1675 traf der niederländische Admiral Michiel de Ruyter im Mittelmeer ein. Die erste Seeschlacht zwischen den Niederlanden und Frankreich fand dort am 8. Januar 1676 statt. Ruyter hatte mehrere Tage lang am Eingang zur Straße von Messina patrouilliert, um Duquesnes Geschwader, das mit Nachschub aus Frankreich nach Messina zurückkehren sollte, abzufangen. Das Treffen fand vor der Küste von Alicudi, der westlichsten der Liparischen Inseln, statt. Die französische Vorhut konnte die niederländische Vorhut zurückdrängen und Alméras, durch das Geschützfeuer alarmiert, konnte sein Geschwader mit dem von Duquesne vereinen, wodurch Ruyter zum Rückzug gezwungen wurde.

#### Schlacht von Augusta (22. April 1676)

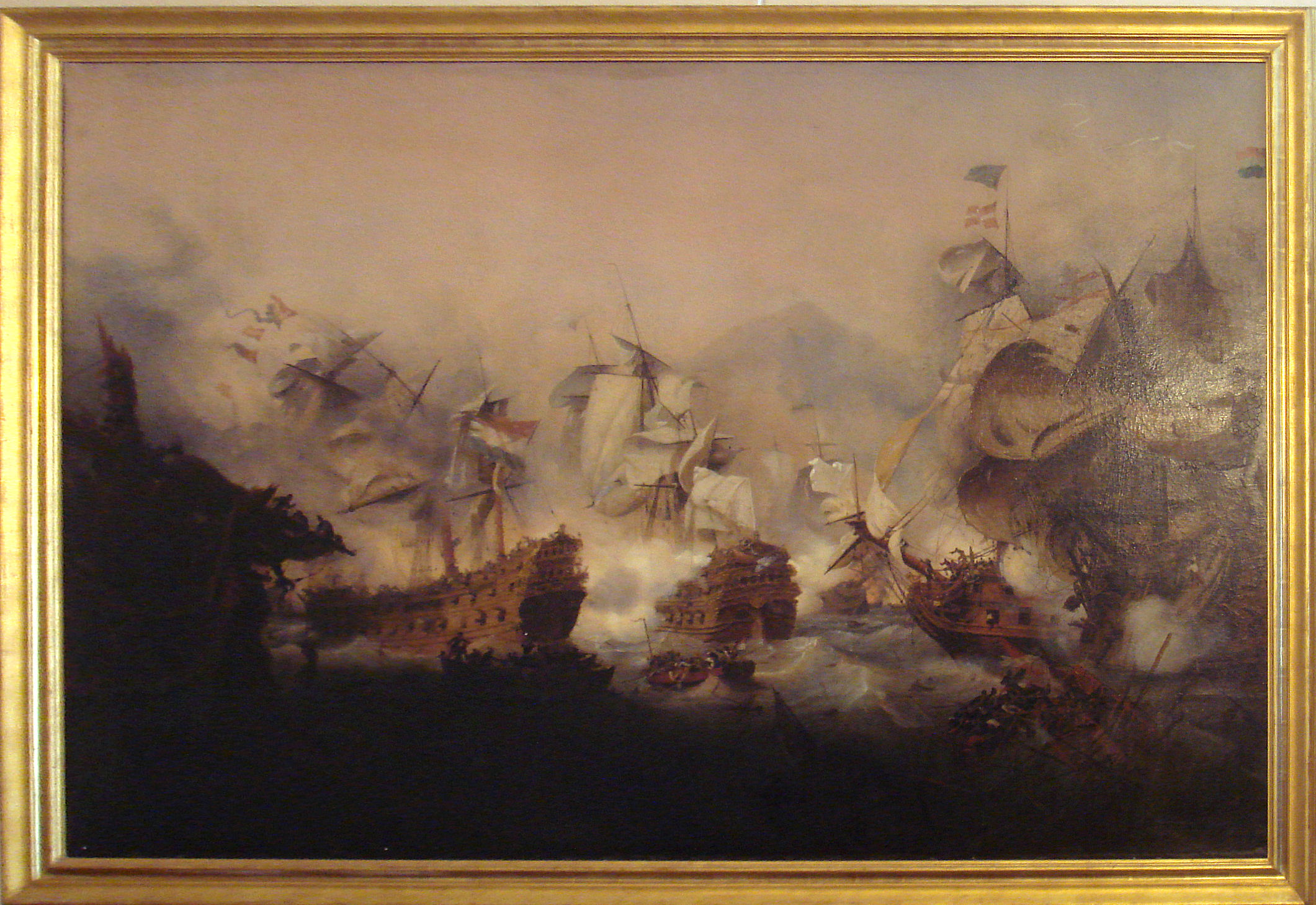
Schlacht von Augusta, Öl auf Leinwand von Ambroise Louis Garneray.

Die zweite Begegnung fand am 22. April vor der Küste von Augusta statt. Der französischen Flotte, bestehend aus dreißig Linienschiffen, einigen Brandern und vielleicht zwei Fregatten, stand eine spanisch-niederländische Flotte mit 29 oder 31 Schiffen gegenüber, darunter sechs Brandern, neun Galeeren und einer Galiot. Alméras befehligte auf der Lys die zehn Schiffe und drei Brander der Vorhut. Gemäß den Befehlen von Duquesne, der wiederum die Hauptstreitmacht kommandierte, setzte er die Segel und distanzierte sich so vom Rest der französischen Flotte. Gegen 15 Uhr griff Ruyter selbst mit der niederländischen Vorhut, bestehend aus mehreren Linienschiffen, drei Galeeren und zwei Brandern, die französische Vorhut unter vollen Segeln und mit dem Wind auf seiner Seite an, „mit der Absicht, sie zur Kapitulation zu zwingen“. Die beiden Geschwader kämpften schließlich in Musketenreichweite und unter hohen Verlusten gegeneinander. Die Le Pompeux von Valbelle und Le Lys von Alméras kämpften dabei direkt gegen Ruyters Flaggschiff, wobei Alméras durch den schweren Beschuss tödlich verwundet wurde.
Mangels spanischer Unterstützung konnte Duquesne Ruyters Geschwader schließlich zurückdrängen. Das niederländische Geschwader konnte sich durch das späte Eingreifen der Spanier und ihrer eigenen Nachhut schließlich aber doch zurückziehen. Auch Ruyter wurde schwer verwundet und starb kurze Zeit später. Insgesamt war der Blutzoll hoch, allein auf französischer Seite gab es mehr als 2000 Tote.
Alméras wurde kurz nach der Schlacht im Beisein der überlebenden Besatzungsangehörigen in Augusta beigesetzt.